# Gazu hyakki tsurezure bukuro
Gazu hyakki tsurezure bukuro (画図百器徒然袋? lett. "La borsa illustrata dei cento demoni casuali")  è il quarto ed ultimo libro dell'artista giapponese Toriyama Sekien della celebre serie Gazu hyakki yagyō pubblicata nel 1779. Questi album sono dei bestiari soprannaturali, che comprendono fantasmi, spiriti, apparizioni e mostri, di cui molti provengono dalla letteratura, dal folclore e da altre arti giapponesi. Queste immagini hanno esercitato una grande influenza sull'immaginario collettivo degli yōkai in Giappone.

## Lista di creature

### Primo volume

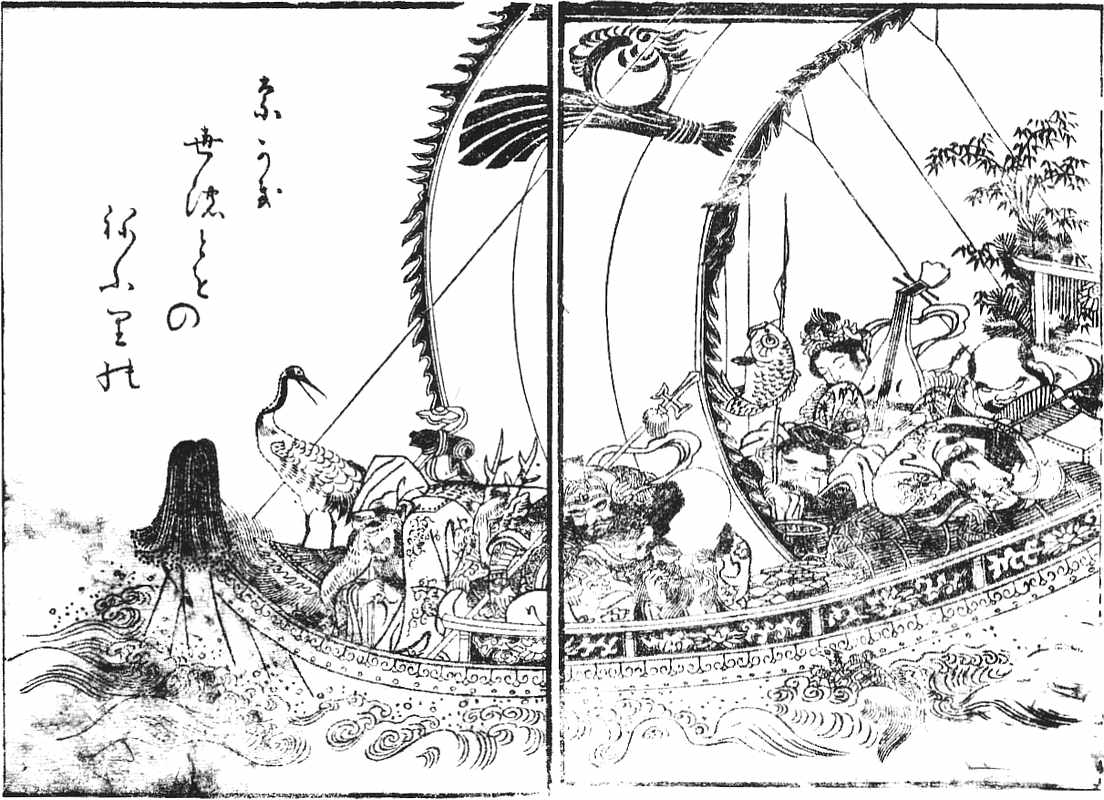
Takarabune (宝船?)
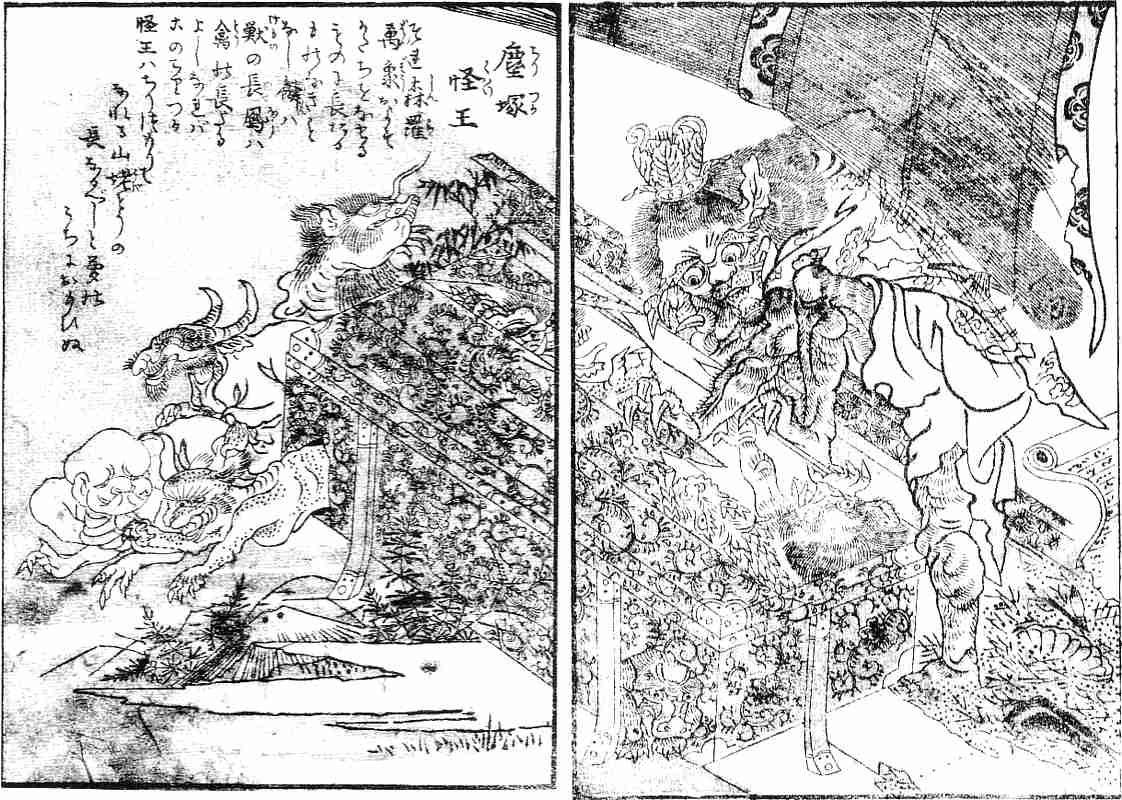
Chirizu-kakai-ō (塵塚怪王?)
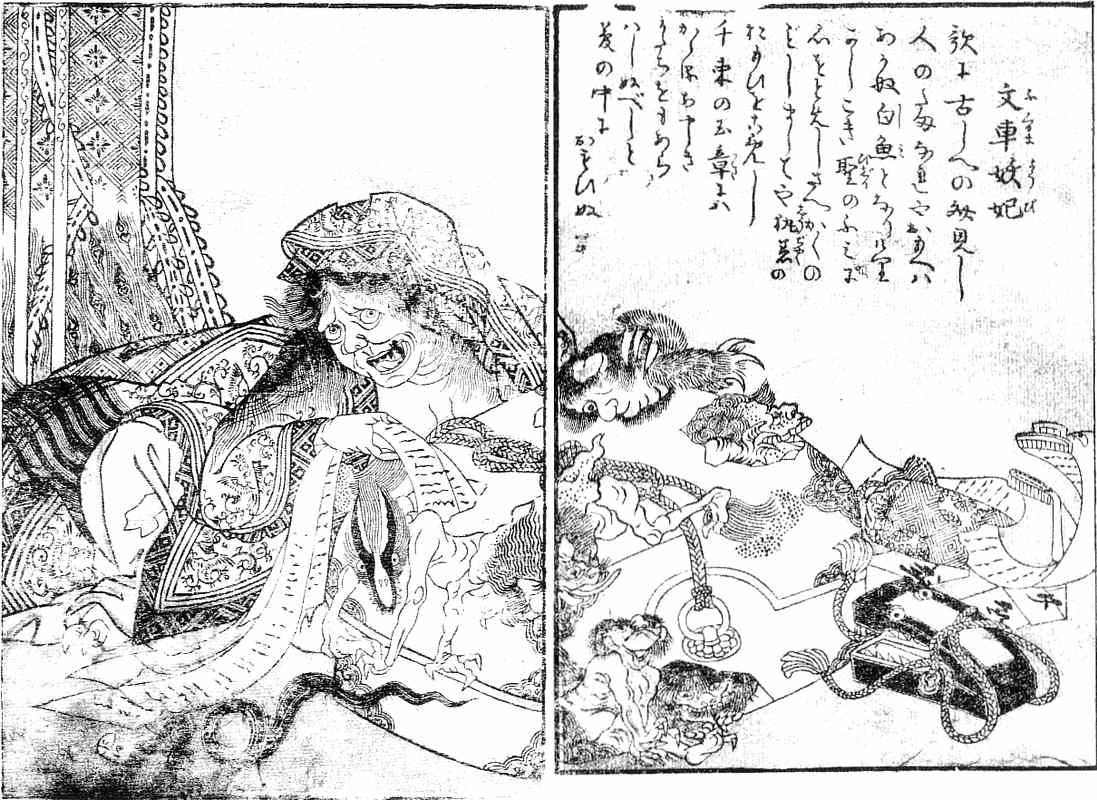
Fuguruma-yōki (文車妖妃?)
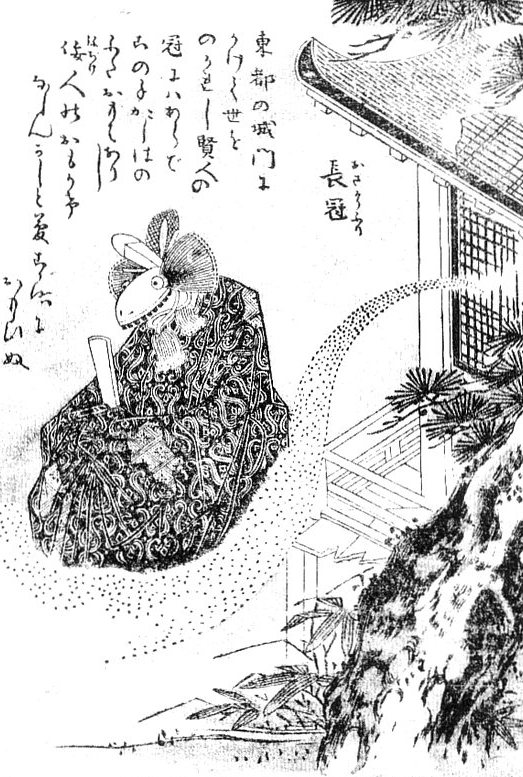
Osakōburi (長冠?)
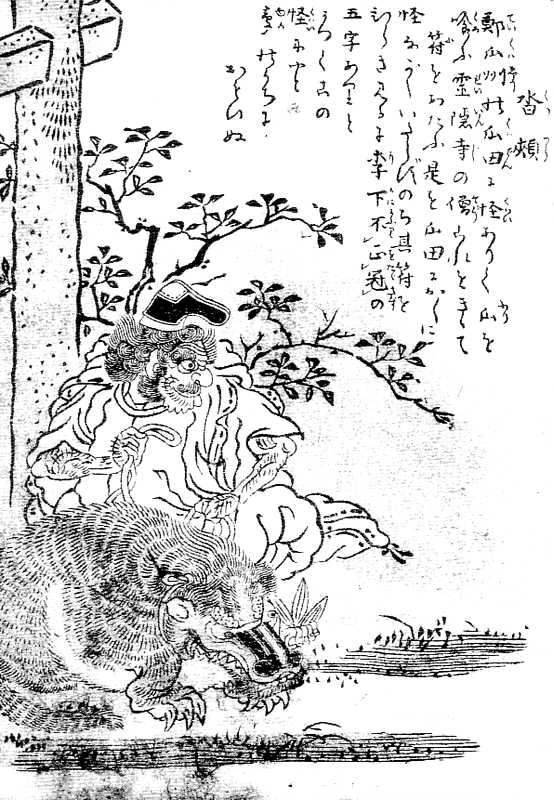
Kutsutsura (沓頬?)
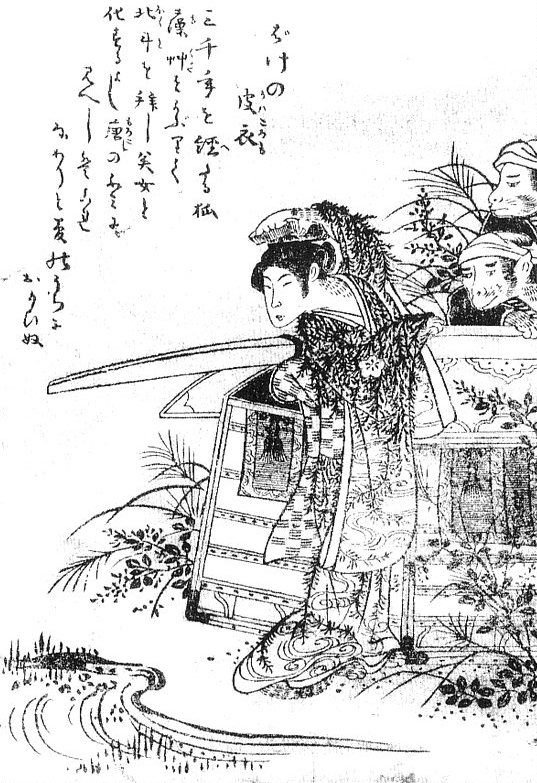
Bake-no-Kawagoromo (化けの皮衣?)
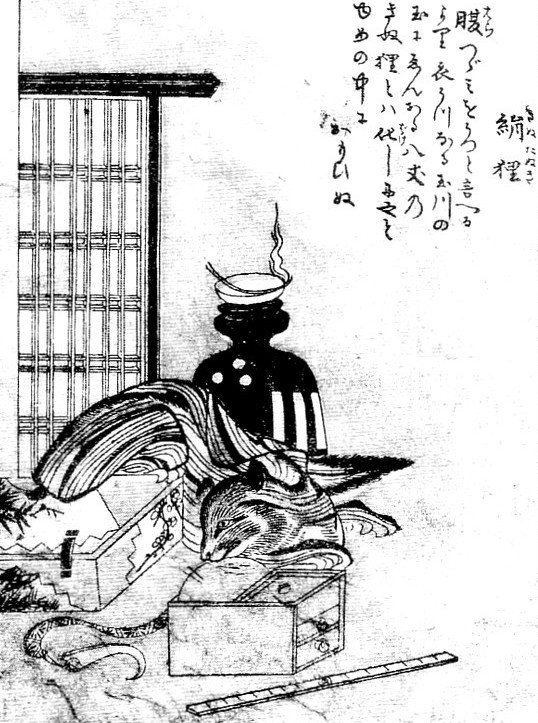
Kinutanuki (絹狸?)
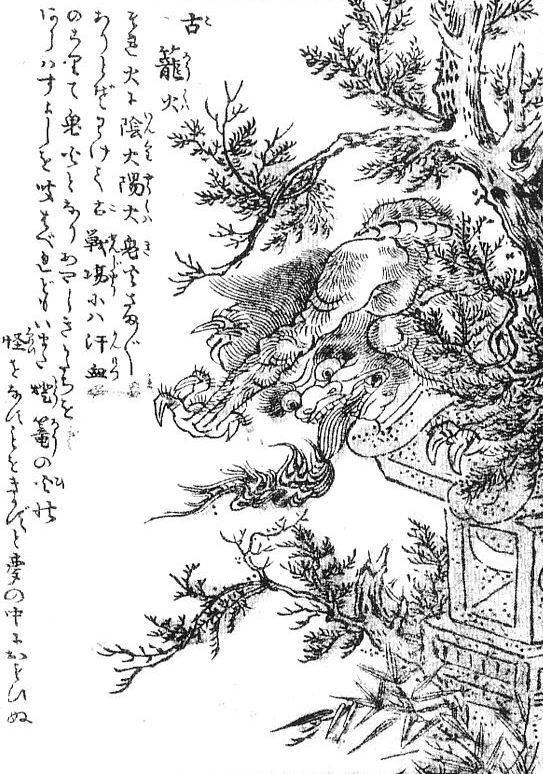
Korōka (古籠火?)
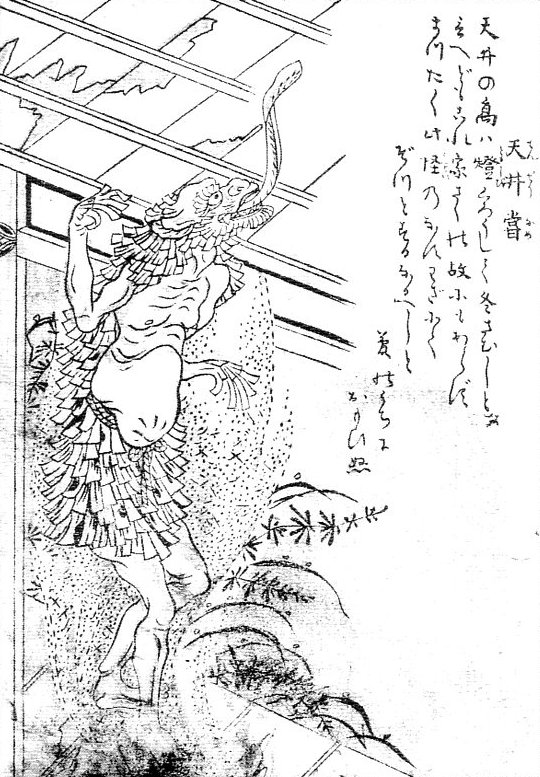
Tenjōname (天井嘗?)
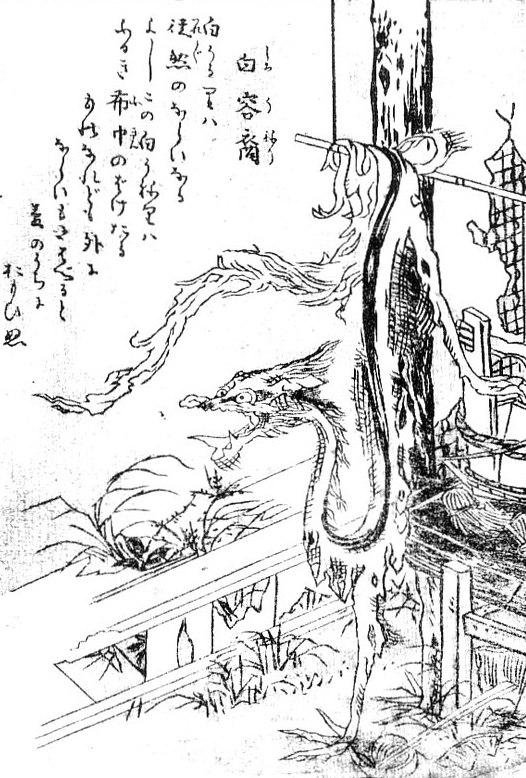
Shirouneri (白溶裔?)
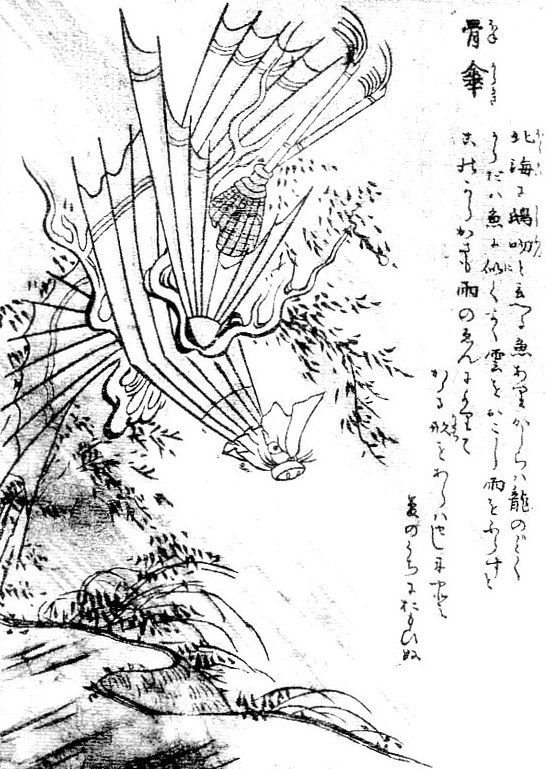
Honekarakasa (骨傘?)
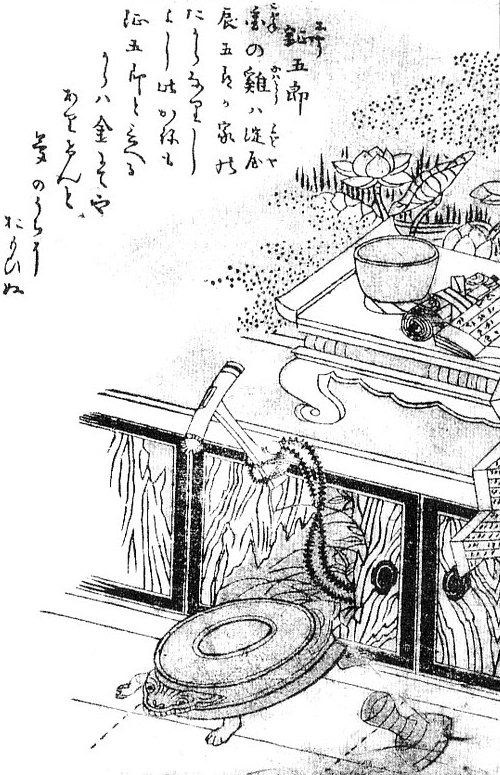
Shōgorō (鉦五郎?)
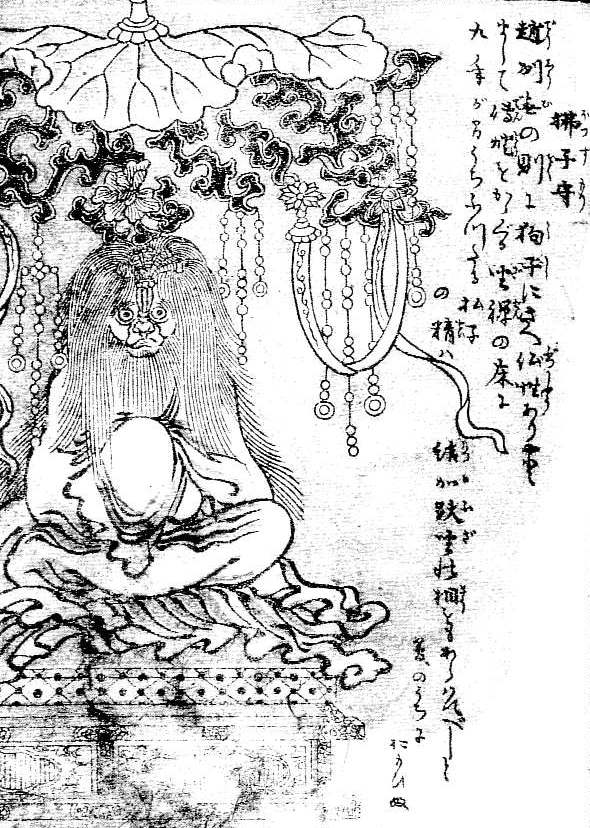
Hossumori (払子守?)
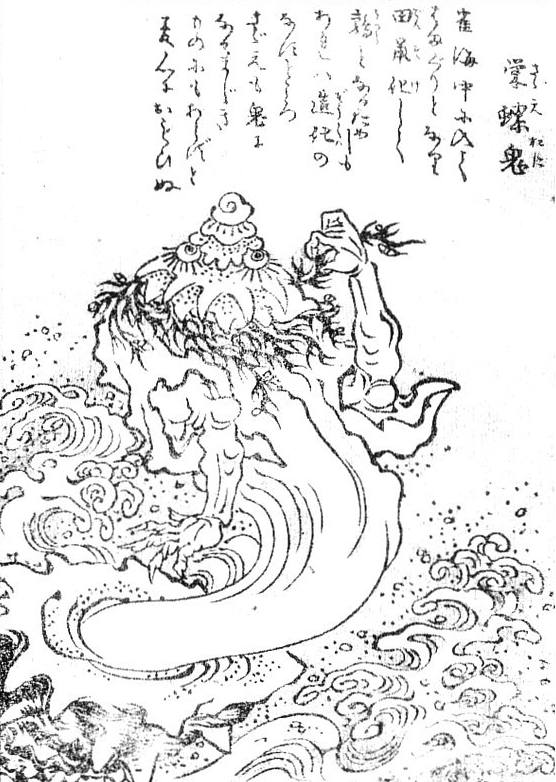
Sazaeoni (栄螺鬼?)

### Secondo volume

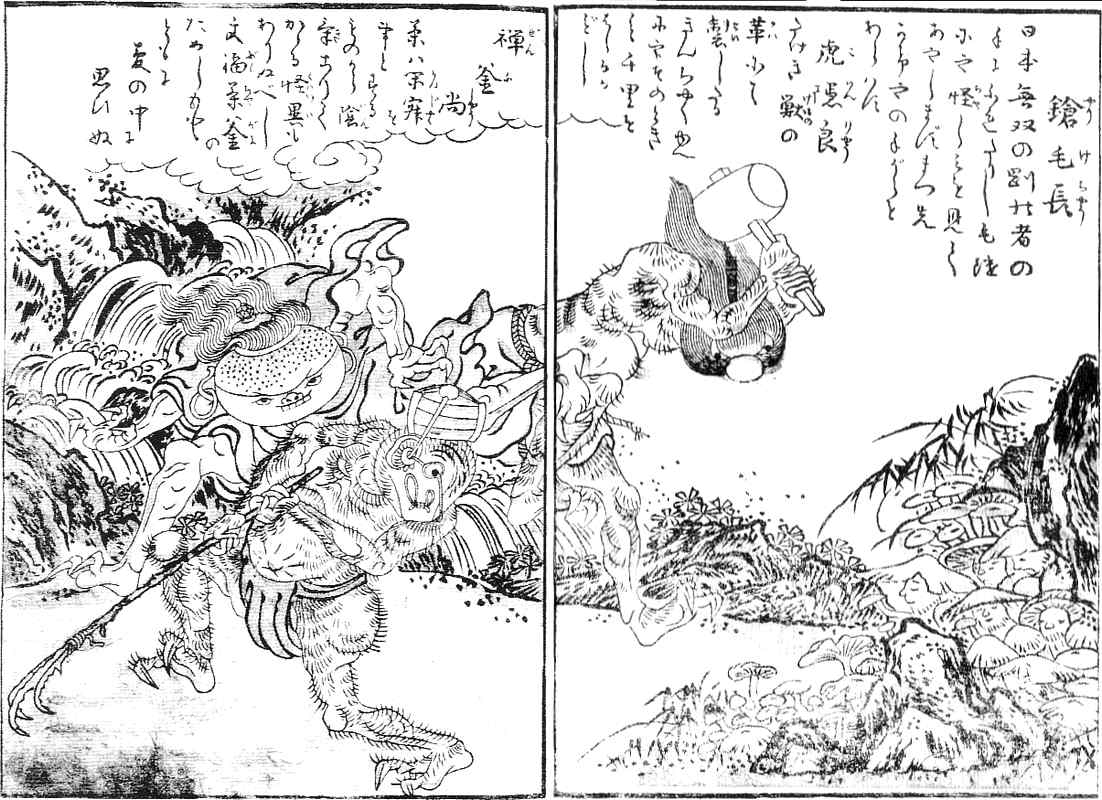
Yarikechō (槍毛長?), Koinryō (虎隠良?), e Zenfushō (禅釜尚?). Zenfushō è una pentola tsukumogami che tiene un bastone chiamato koinryō. È rappresentata con due mostri chiamati Yarikechō e Koinryō.
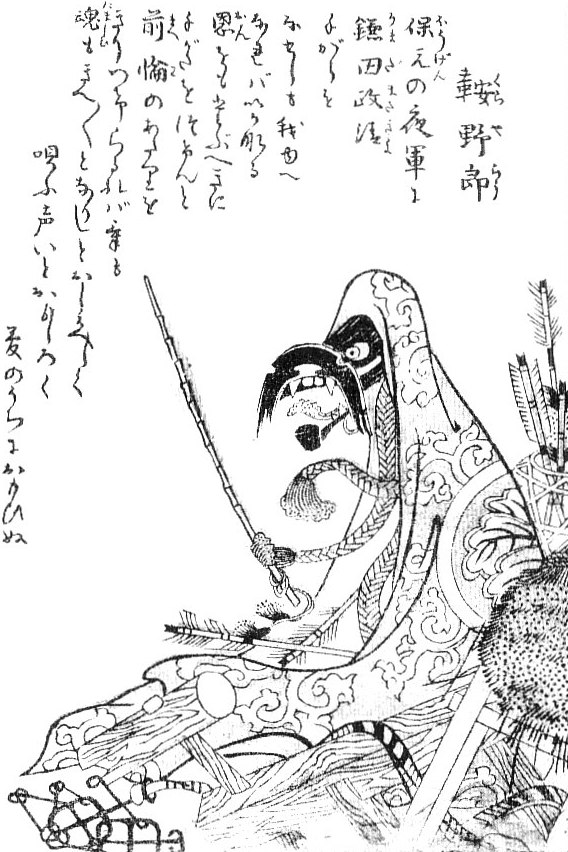
Kurayarō (鞍野郎?)
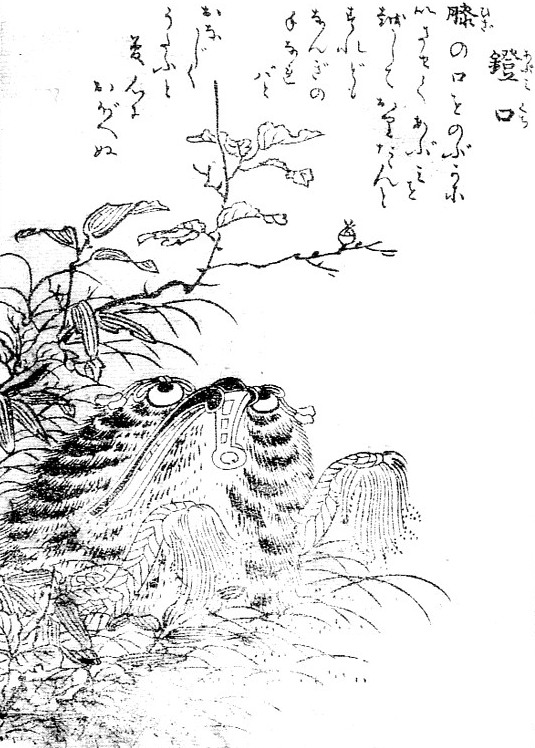
Abumi-guchi (鐙口?)
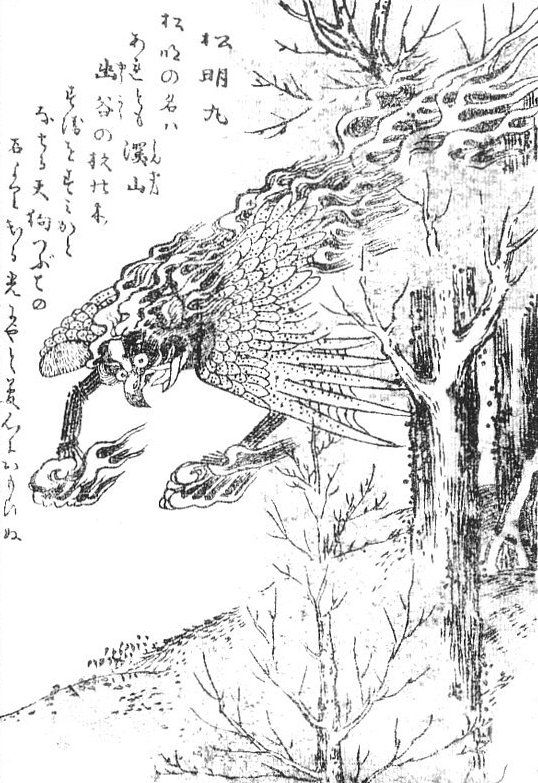
Taimatsumaru (松明丸?)
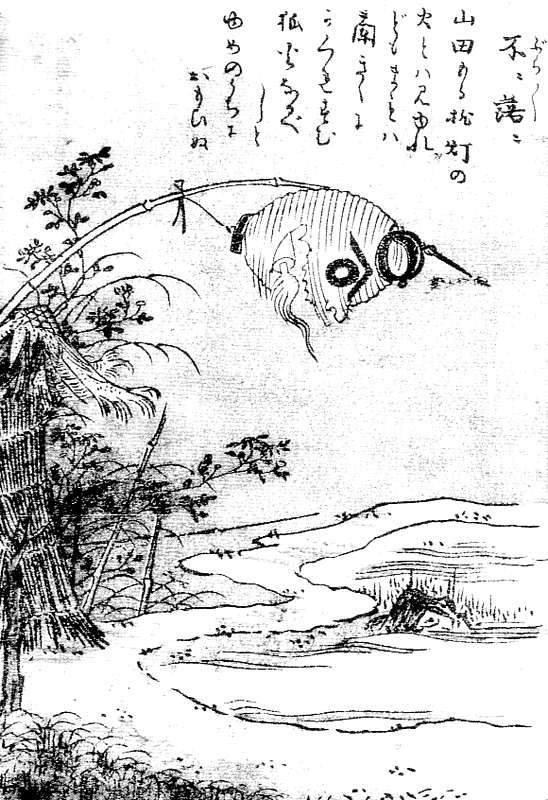
Burabura (不落不落?, 不々落々)
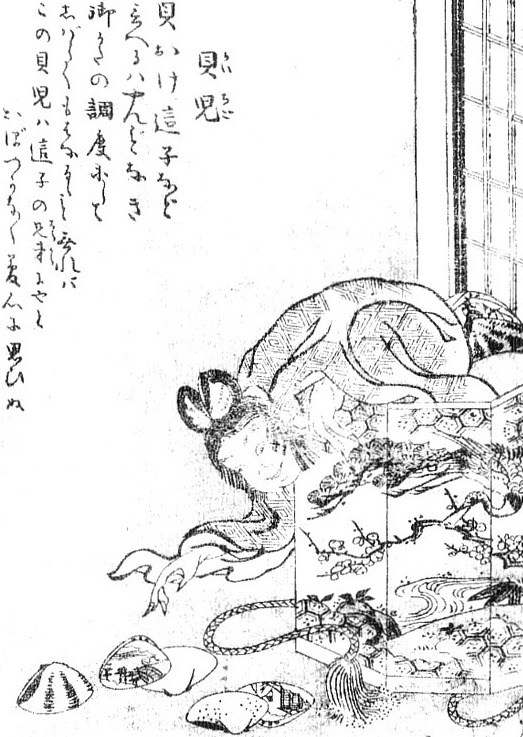
Kaichigo (貝児?)
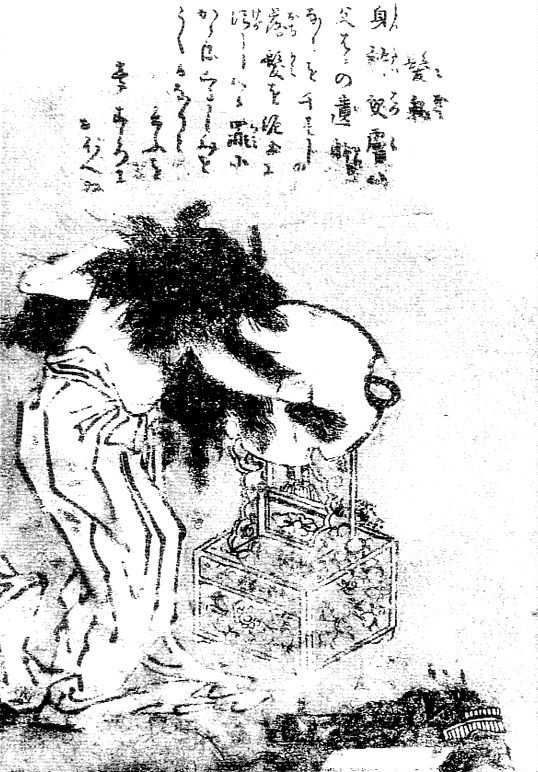
Kami-oni (髪鬼?)
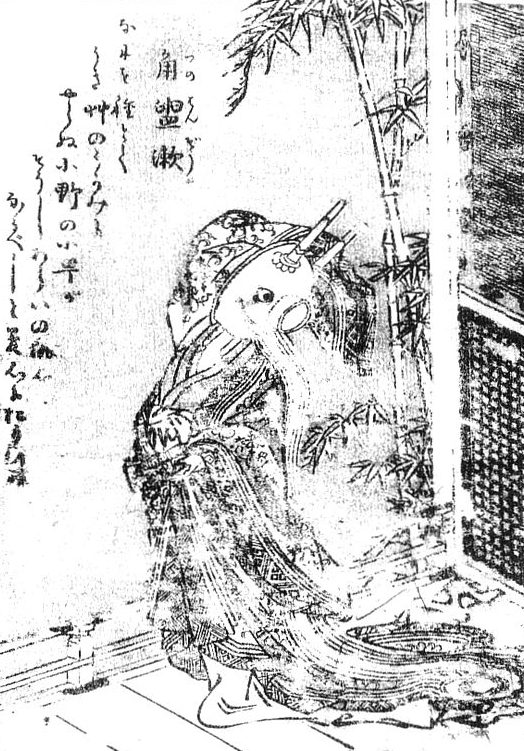
Tsunohanzō (角盥漱?)
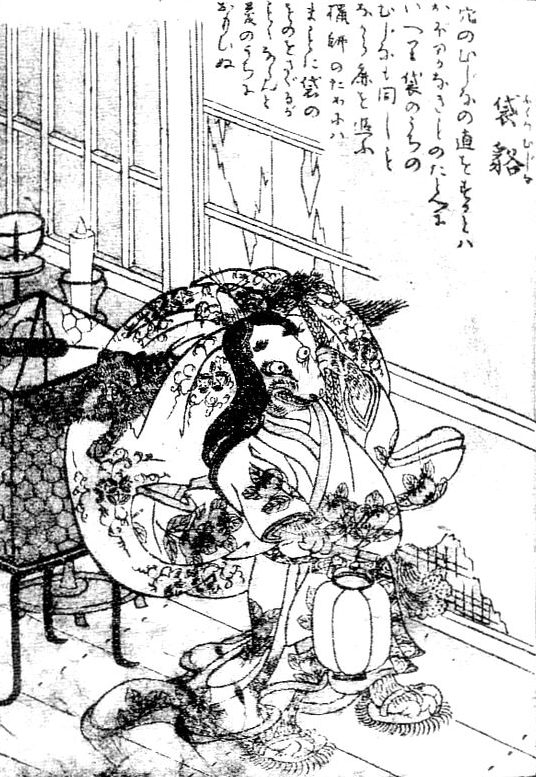
Fukuromujina (袋貉?)
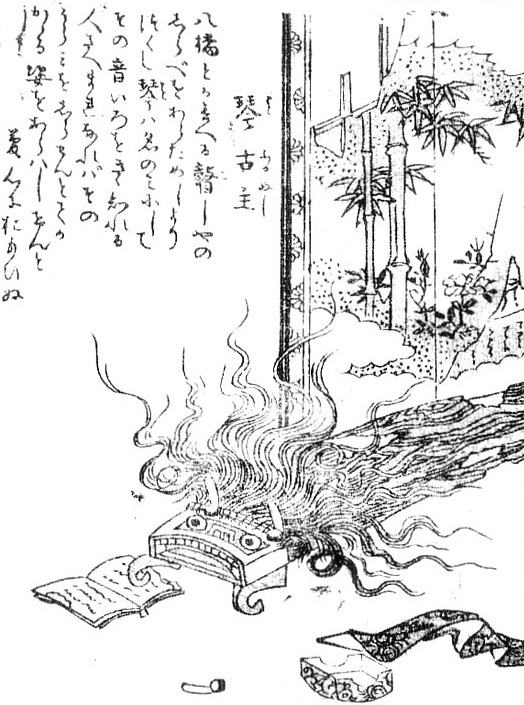
Kotofurunushi (琴古主?)
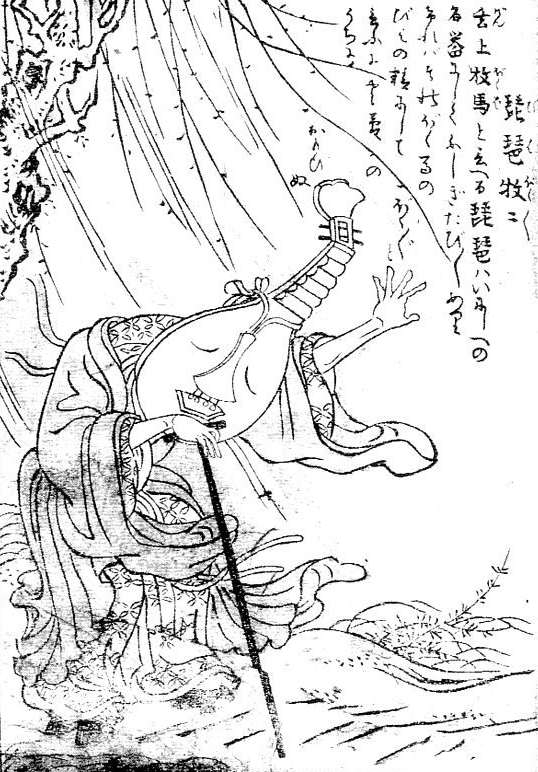
Biwabokuboku (琵琶牧々?)
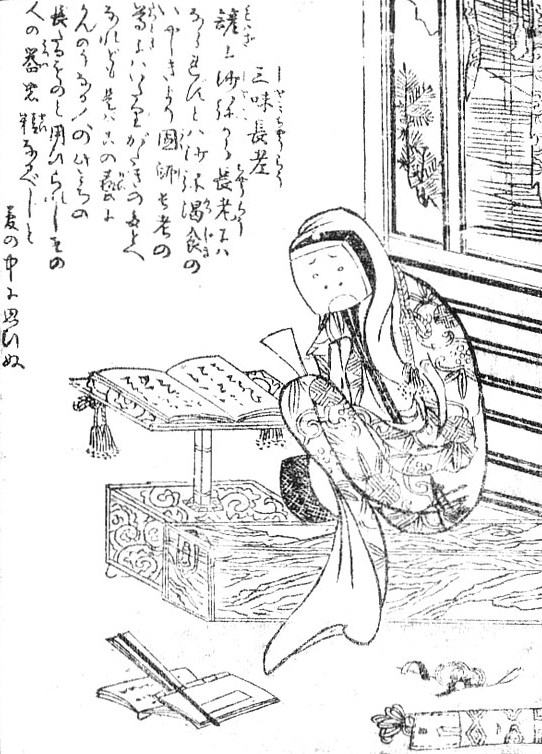
Shamichōrō (三味長老?)
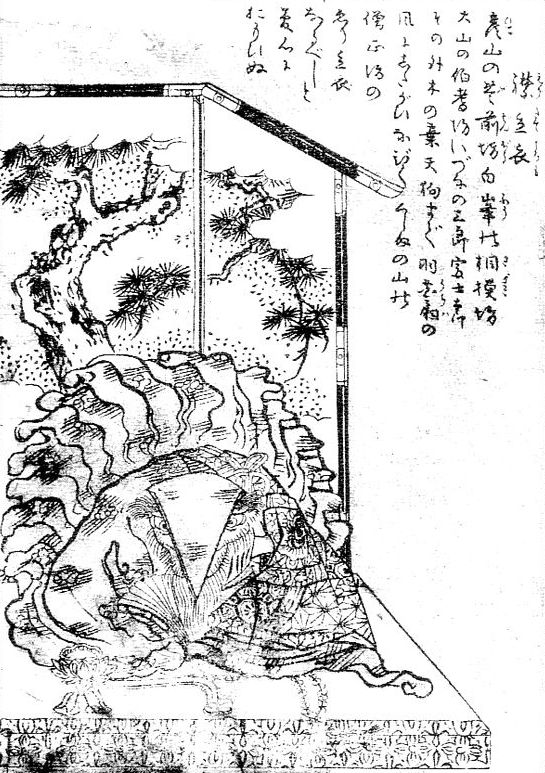
Eritategoromo (襟立衣?)
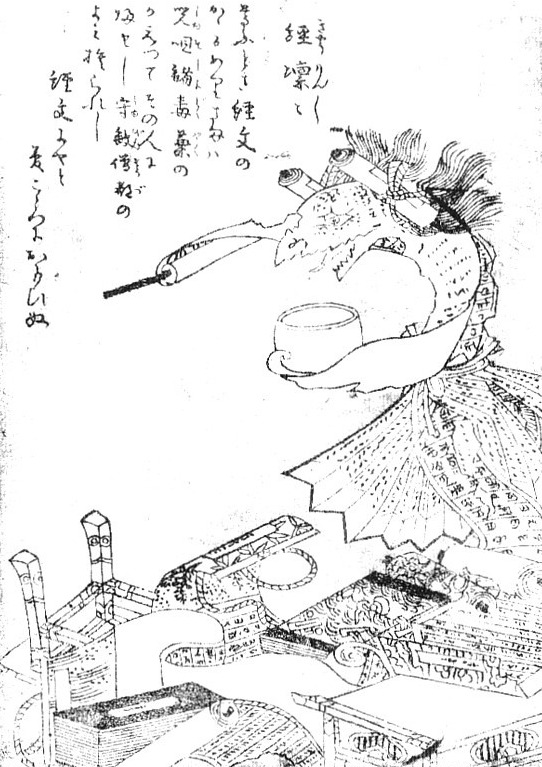
Kyōrinrin (経凛々?)
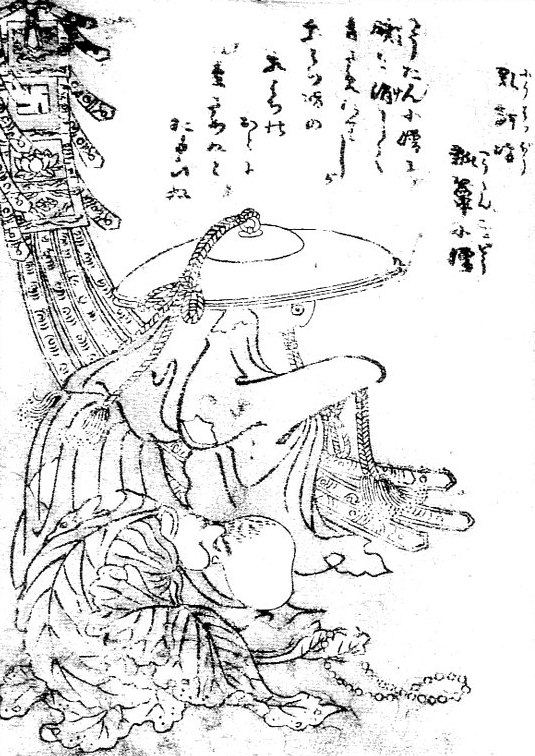
Nyūbachibō (乳鉢坊?) e Hyōtankozō (瓢箪小僧?)
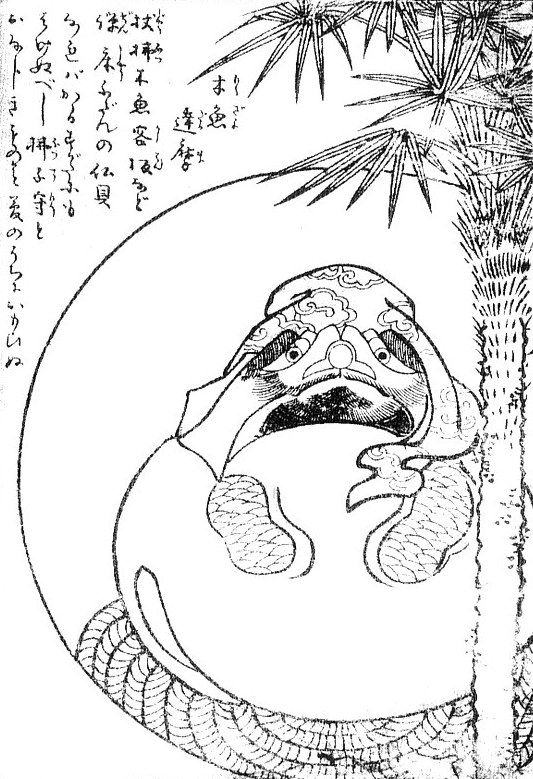
Mokugyodaruma (木魚達磨?)
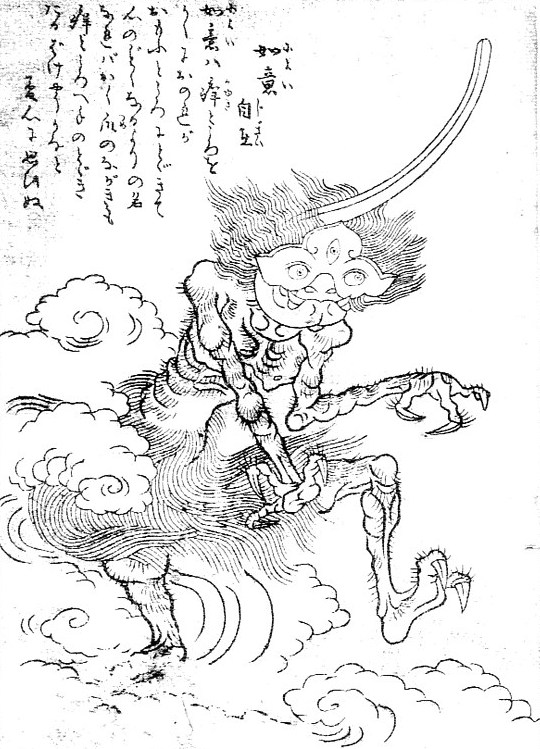
Nyoijizai (如意自在?)
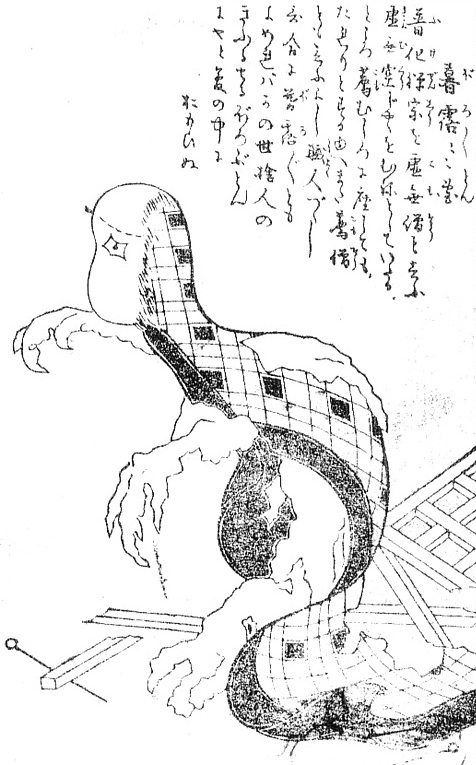
Boroboroton (暮露々々団?)
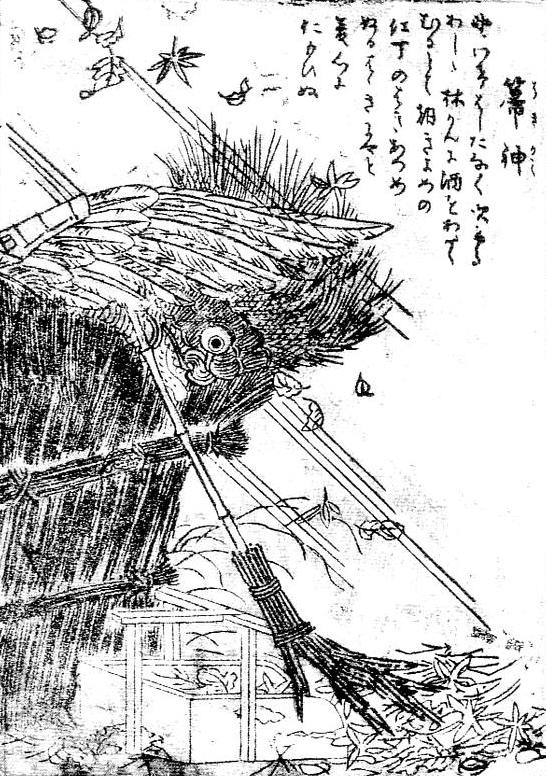
Hahakigami (箒神?)
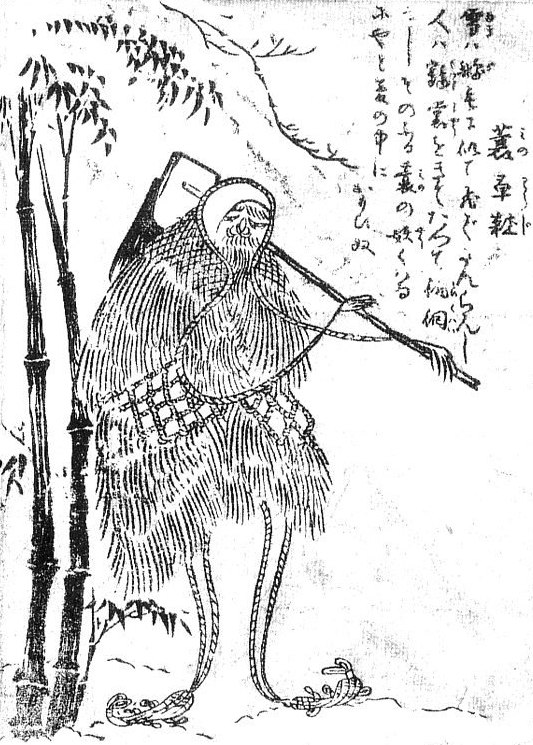
Minowaraji (蓑草鞋?)

### Terzo volume

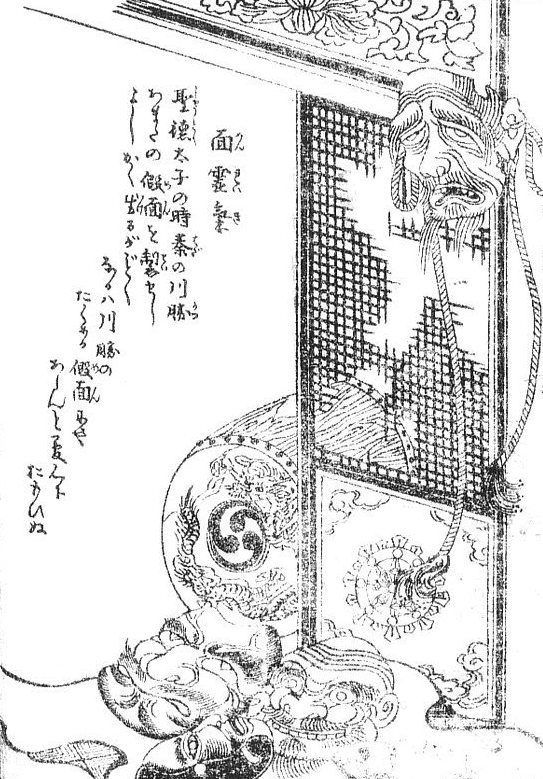
Menreiki (面霊気?)
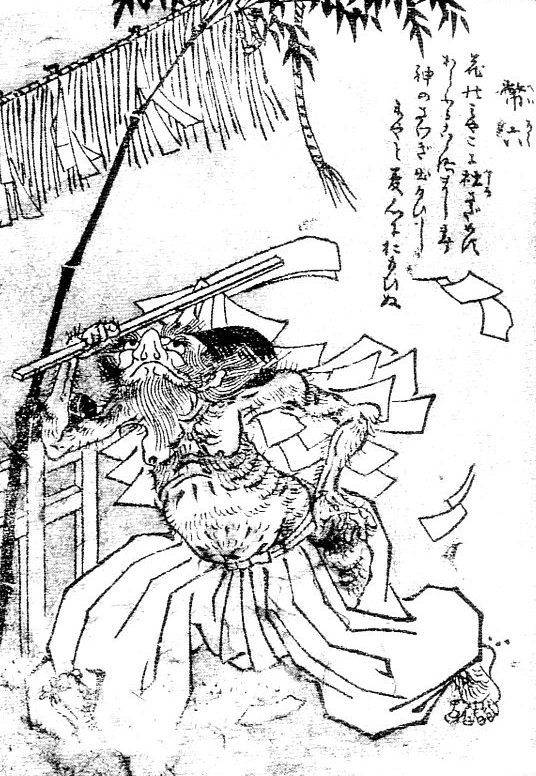
Heiroku (幣六?)
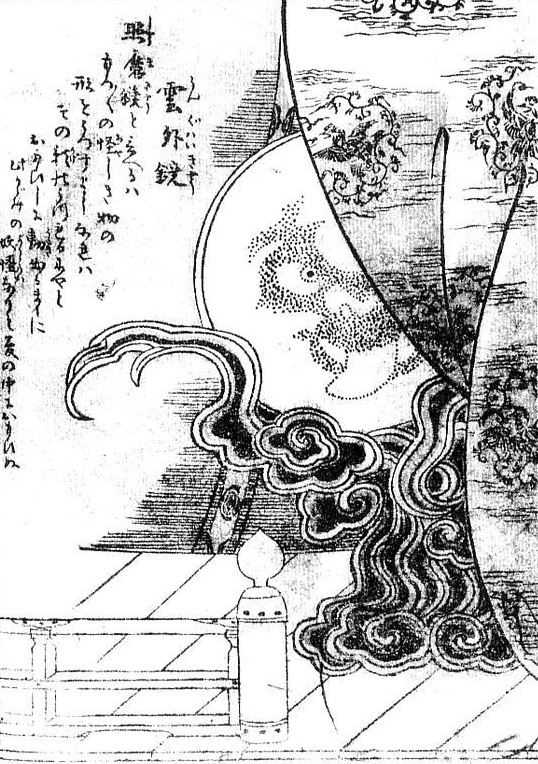
Ungaikyō (雲外鏡?)
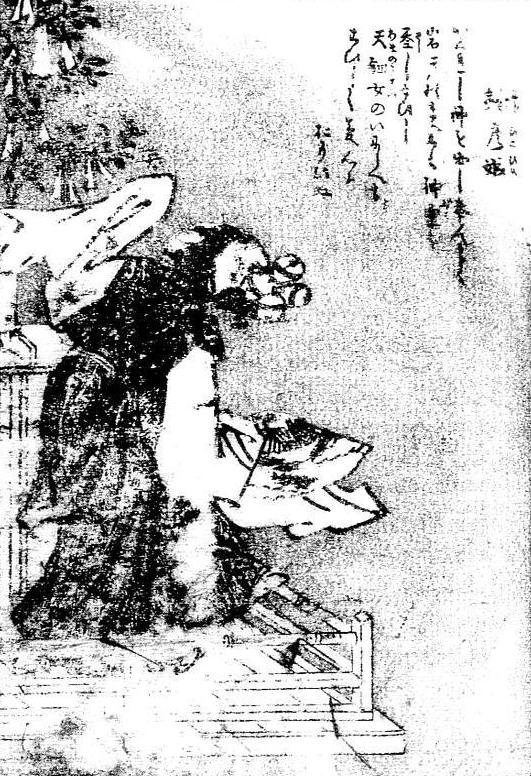
Suzuhikohime (鈴彦姫? principessa Suzuhiko)
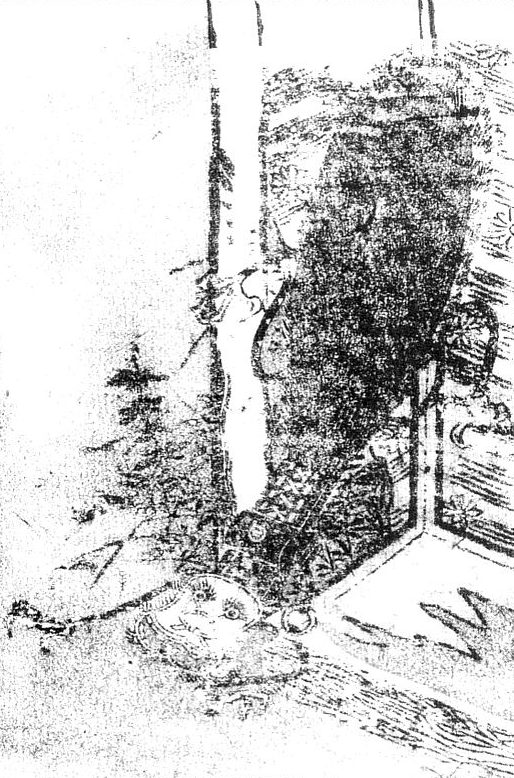
Furuutsubo (古空穂?)
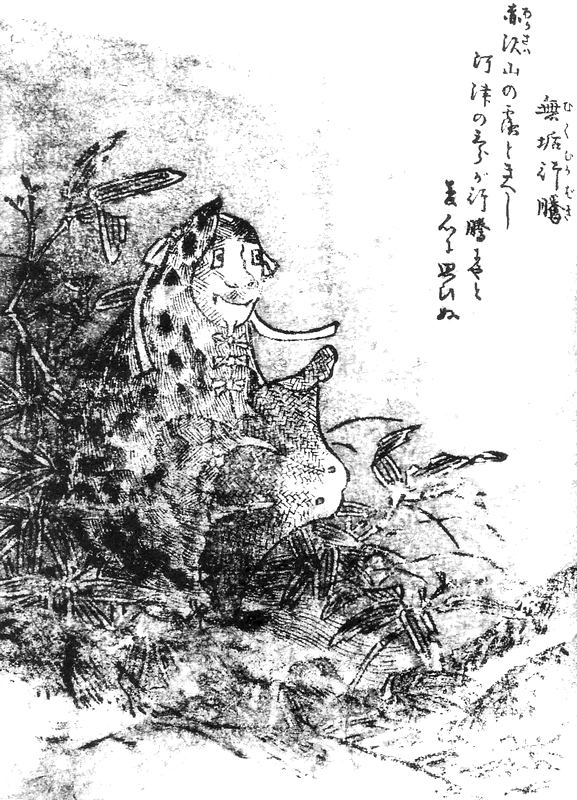
Mukukabaki (無垢行騰?)
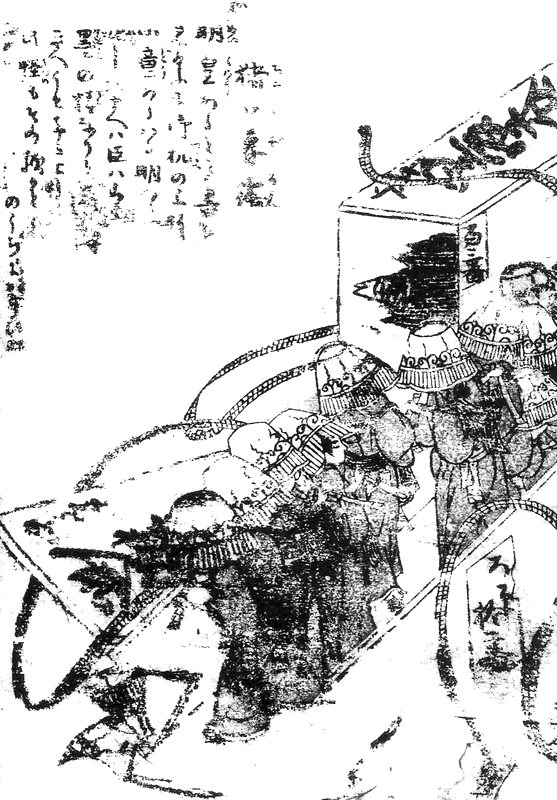
Chokuboron (猪口暮露?)
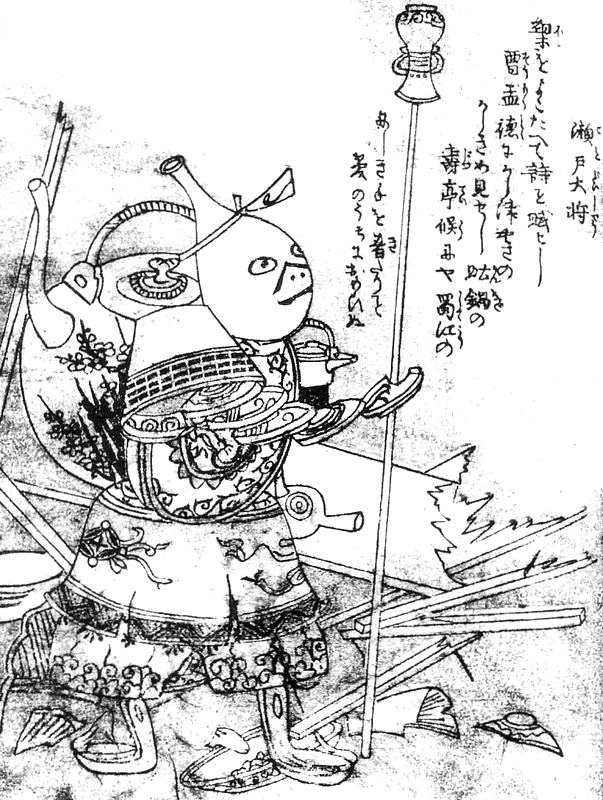
Setodaishō (瀬戸大将?)
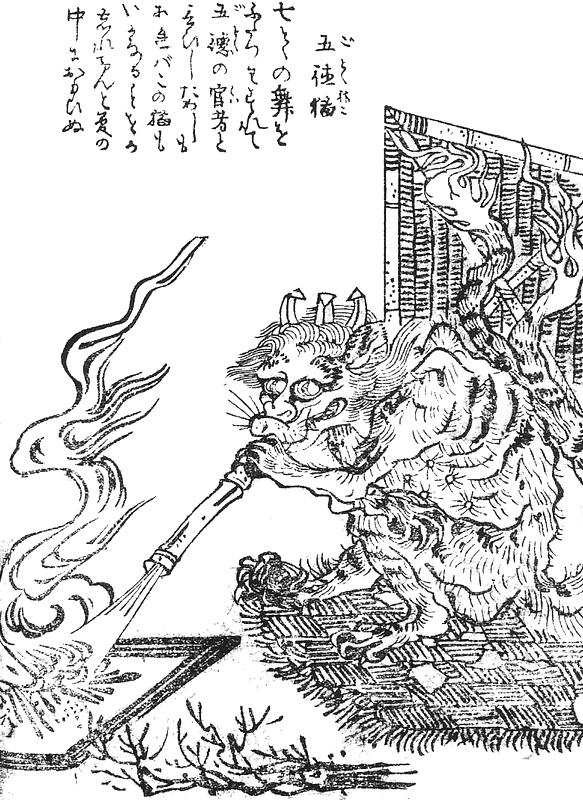
Gotokuneko (五徳猫?)
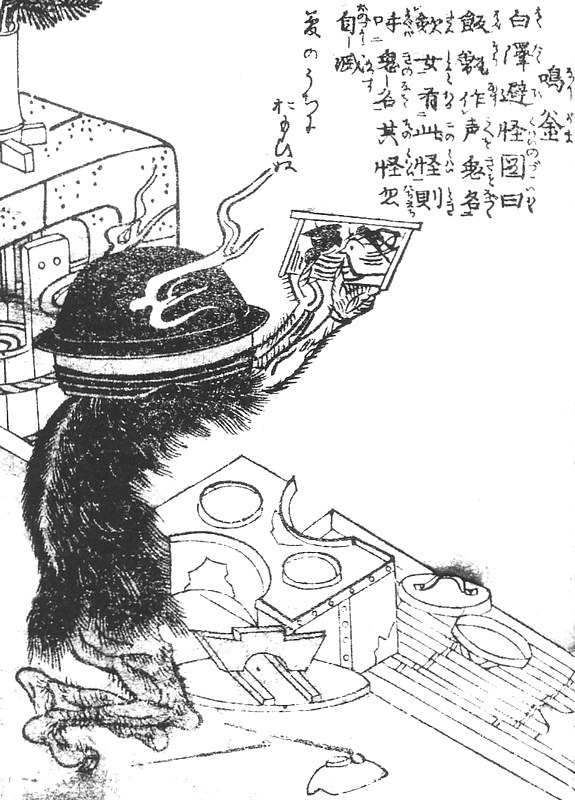
Narigama (鳴釜?)
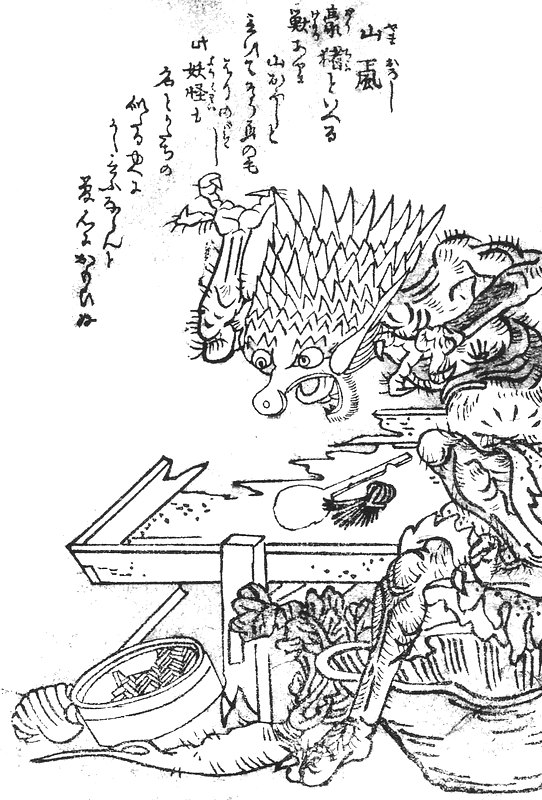
Yamaoroshi (山颪?)
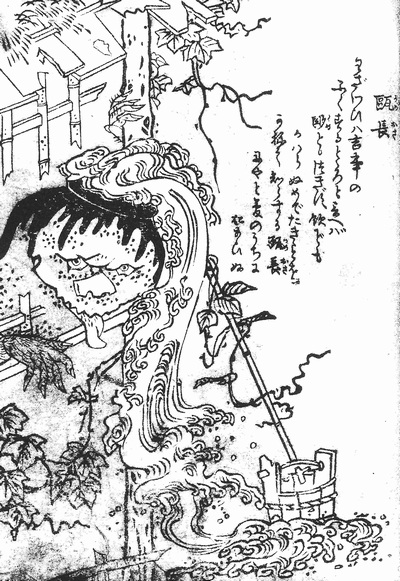
Kameosa (甕長?)
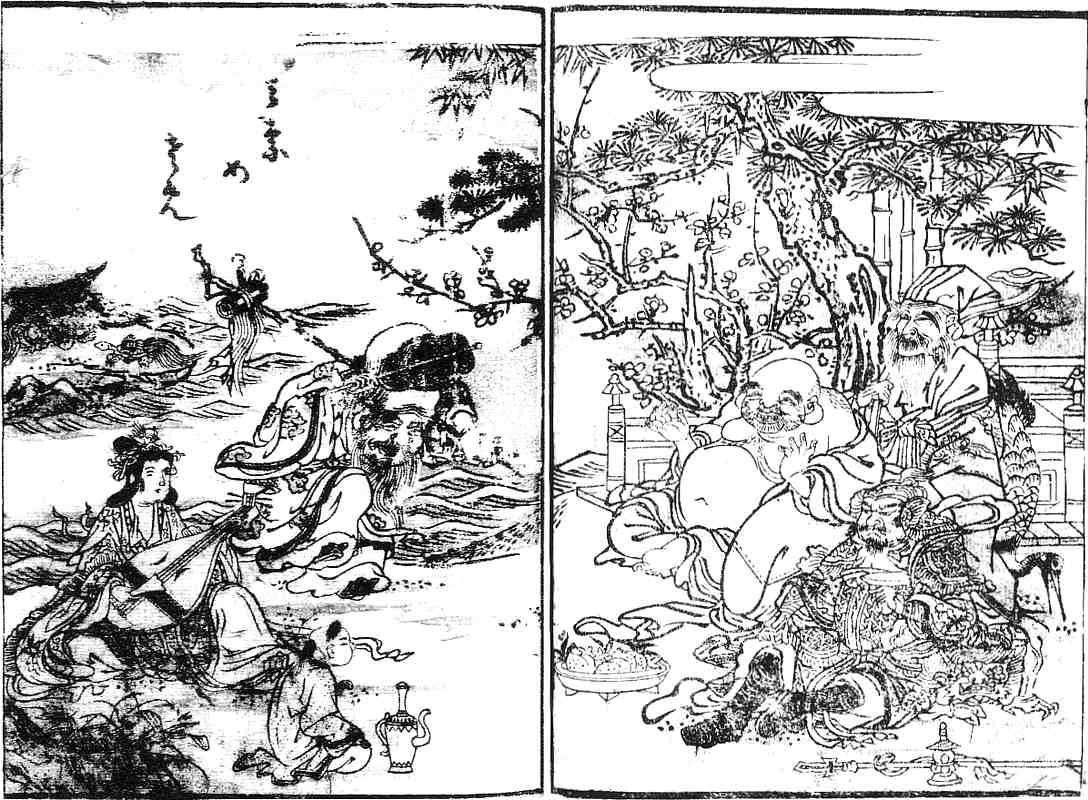
Takarabune (宝船?)
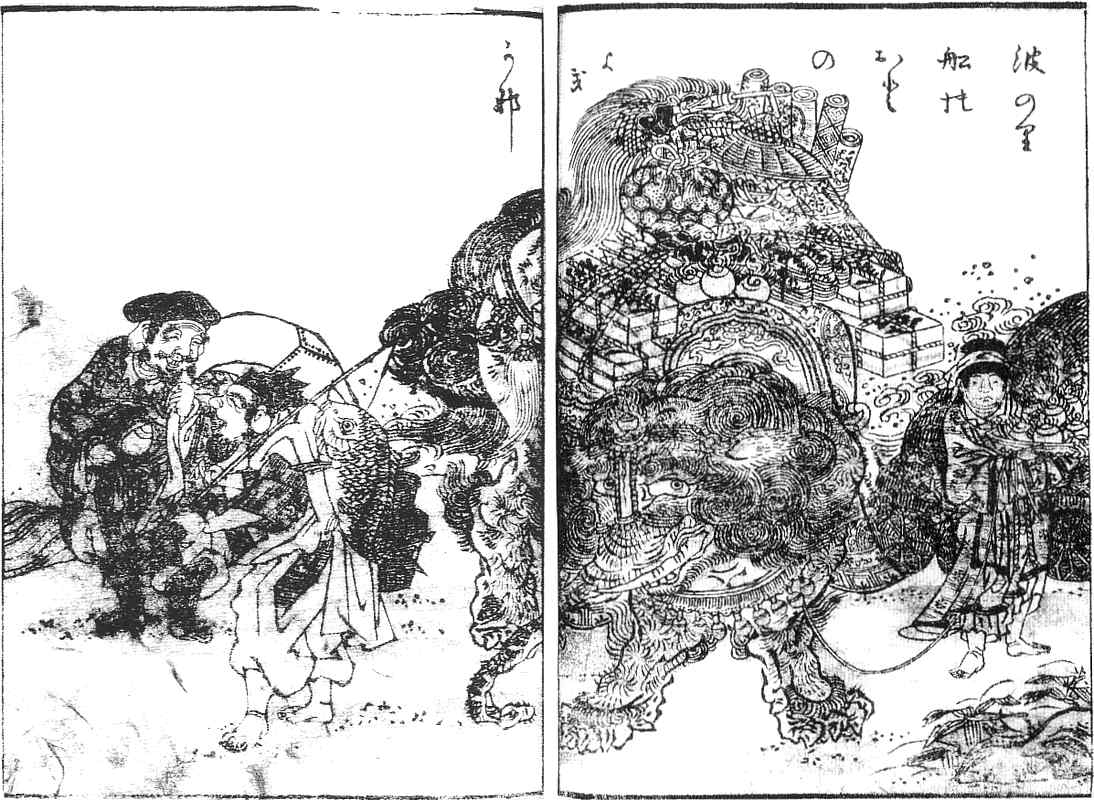
Takarabune (宝船?)